# Т-90 (лёгкий танк)
Т-90 — советский экспериментальный зенитный танк, разработанный группой конструкторов под руководством Анатолия Ивановича Савина по поручению Семёна Захаровича Гинзбурга. Разрабатывался как мобильное средство противодействия вражеской авиации и пехоте.

## История разработки
Идея о создании пулемётных танков, которые могли противостоять не только пехоте, но и авиации, возникла в СССР ещё в 1942 году, и разработка Т-90 началась только в мае 1942 года по инициативе Семёна Захаровича Гинзбурга. За разработку танка взялась группа конструкторов под руководством Анатолия Ивановича Савина, который был на тот момент главным конструктором Горьковского артиллерийского и машиностроительного завода № 92 (сейчас — Нижегородский машиностроительный завод). Первый образец Т-90 был построен к ноябрю 1942 года. Танк проходил эксплуатационные тесты (пробег и стрельба) с 12-го по 18-е число. Было настреляно по 400 пуль по наземным и воздушным мишеням. Была проверена стрельба при возвышении орудия и одновременная с двух пулемётов.
На испытаниях на точность стрельбы по наземным целям Т-90 показал результаты хуже, чем от него ожидали конструкторы, а в стрельбе по воздушным целям Т-90 показал результат всего 10% попаданий (в качестве сравнения, у более старых и разрабатываемых для борьбы с пехотой Т-60 — 40%, а у Т-70 — 30%).
По итогу Савину и его команде было предложено доработать этот танк. Но доработка шла довольно медленно, из-за чего в феврале 1943 года автобронетанковое управление потеряло интерес к такому типу машин.

## Память
В данный момент выпущенный экземпляр не сохранился. Макет лёгкого танка Т-90 находится в Музее военной и автомобильной техники УГМК в Верхней Пышме. Точную копию машины создали из оригинальных частей лёгкого танка Т-70 на основе чертежей и фотографий.